# Municipio de Montgomery (condado de Owen)
El municipio de Montgomery (en inglés: Montgomery Township) es un municipio ubicado en el condado de Owen en el estado estadounidense de Indiana. En el año 2010 tenía una población de 1304 habitantes y una densidad poblacional de 21,38 personas por km².

## Geografía
El municipio de Montgomery se encuentra ubicado en las coordenadas 39°22′4″N 86°46′23″O / 39.36778, -86.77306. Según la Oficina del Censo de los Estados Unidos, el municipio tiene una superficie total de 61 km², de la cual 60,77 km² corresponden a tierra firme y (0,37 %) 0,23 km² es agua.

## Demografía
Según el censo de 2010, había 1304 personas residiendo en el municipio de Montgomery. La densidad de población era de 21,38 hab./km². De los 1304 habitantes, el municipio de Montgomery estaba compuesto por el 96,78 % blancos, el 0,61 % eran afroamericanos, el 0,23 % eran amerindios, el 0,61 % eran asiáticos, el 0,31 % eran de otras razas y el 1,46 % eran de una mezcla de razas. Del total de la población el 1,15 % eran hispanos o latinos de cualquier raza.